# Lucemburská literatura

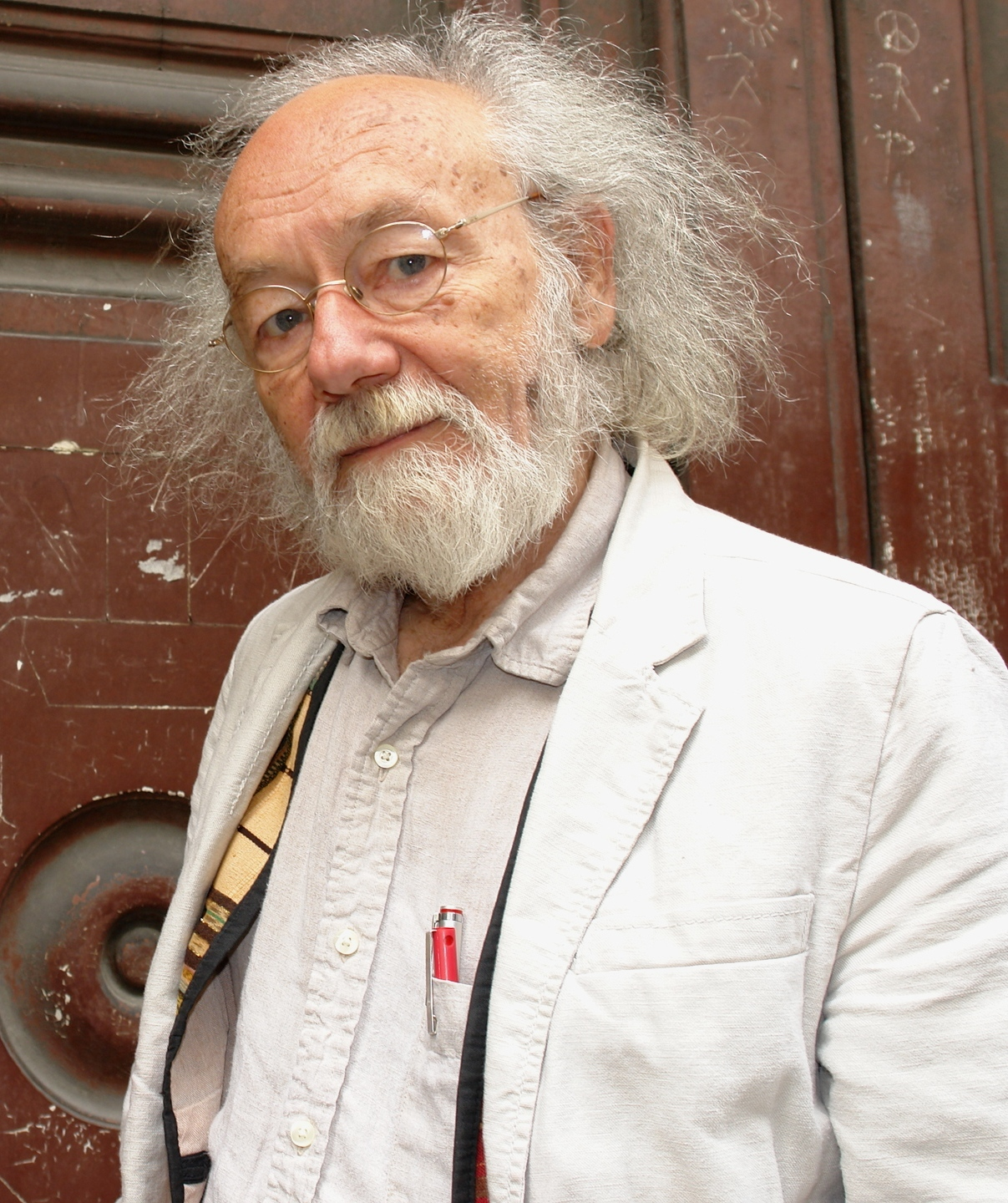
Lambert Schlechter, jeden z nejúspěšnějších lucemburských autorů ve 21. století

Lucemburská literatura je soubor literárních děl, která byla složena či napsána Lucemburčany, a to obvykle v jednom ze tří úředních jazyků: v lucemburštině, němčině, nebo francouzštině. Ze středověku se zachoval pouze jediný text vzniklý na území dnešního Lucemburska, Codex Mariendalensis ze 14. století. V dobové podobě lucemburštiny pojednává o životě Yolandy von Vianden (1231–1283) a jeho autorem je dominkánský mnich Hermann von Veldenz (1250–1308). Dějiny moderního lucemburského písemnictví začínají po roce 1815, kdy byla země povýšena na velkovévodství a získala samostatnost. Se vzrůstem patriotismu se rozvíjel jazyk (objevily se slovník a mluvnice lucemburštiny) a rovněž literatura. První vydaným dílem byla kniha básní a bajek Krok na lucemburský Parnas (E' Schrek op de' Lezeburger Parnassus, 1829) vydaná Antoinen Meyrerem (1801–1857). Ústřední místo má Michel Lentz (1820–1893), který napsal v roce 1859 slova k pozdější lucemburské hymně („Ons Hémécht“, Naše vlast), velkou oblibu získala také jeho báseň „De Feierwon“ („Ohnivý vůz“, 1859), napsaná k příležitosti zahájení provozu na železnici. Druhým významným lucemburským literátem 19. století byl Edmond de la Fontaine přezdívaný Dicks, činný především jako dramatik. Michel Rodange (1827–1876), třetí velké jméno 19. století, získal pozici uznávaného „národního básníka“ jako autor směšnohrdinského eposu De Renert (1872), vyprávění o lišákovi, jež bylo inspirováno středověkou literaturou a Goethovým zpracováním tématu (Lišák Reineke, 1794). Na konci 20. století se kromě jiných prosadil především Roger Manderscheid (1933–2010). K jeho největším úspěchům patří román Schacko Klak (1988), vyprávějící o dětství za druhé světové války. V Lucembursku se této knihy, prvního dílu trilogie, prodalo přibližně tři tisíce výtisků, což je na tuto malou zemi vysoké číslo. V navazujících dílech pak Manderscheid představil i poválečné období a 50. léta.
Prvním frankofonním lucemburským autorem byl Félix Thyes (1830–1855) s románem Marc Bruno (1855). Ke skutečnému oživení zájmu o francouzsky psanou lucemburskou literaturu došlo však až v 80. letech 20. století, kdy se prosadili tvůrcové jako Edmond Dune (1914–1988), Félix Molitor (*1958) nebo Danielle Hoffeltová (*1963). Po přelomu tisíciletí si přízeň čtenářů a kritiků získali zejména Lambert Schlechter (*1941), autor rozsáhlého cyklu textů Šepot světa a jiné fragmenty (Le murmure du monde et autres fragments, 2006), a Guy Rewenig (*1947), spisovatel píšící francouzsky i lucembursky. Pod nástup moderní německojazyčné lucemburské literatury se nejvíce podepsal dramatik Nicolaus Welter (též Nik Welter, 1871–1951), jenž zpracoval například lucemburskou národní pověst o Meluzíně do podoby divadelní hry (Siegrief und Melusine, 1900), a rovněž novinář a spisovatel Batty Weber (1860–1940), „otec zakladatel“ německojazyčné lucemburské prózy. K jejich nástupcům patří Joseph Groben (1875–1950). Patrně nejvýznamnější lucemburská básnířka 20. století, oceňovaná Anise Koltzová (*1928), je rozkročena nad oběma jazyky: do poloviny 70. let vydávala své sbírky poezie v němčině, posléze přešla k francouzštině; i poté však organizovala setkání básníků tvořících v obou jazycích a překládala z francouzštiny do němčiny.